# König Drosselbart (1954)
König Drosselbart ist ein deutscher Märchenfilm von Herbert B. Fredersdorf aus dem Jahr 1954. Er basiert auf dem Grimm’schen Märchen König Drosselbart, von dem er in der Anlage erheblich abweicht.

## Handlung
Die unschlüssige Prinzessin Christine muss nach dem Willen ihres Vaters den erstbesten Mann heiraten, der ihr begegnet. So gelingt es dem jungen König Drosselbart als Bettler verkleidet sie zur Ehefrau zu machen. Um ihr eine Lehre zu erteilen, lässt er sie in einer Waldhütte grobe Arbeiten verrichten und auf dem Markt Töpfe verkaufen. Da sie ihren Mann wirklich liebt, ist ihr keine Mühe zu viel. Nachdem sie auch die letzte Probe bestanden hat, ist König Drosselbart sich sicher, dass sie eine gute Gemahlin und Königin sein wird und gibt sich ihr zu erkennen.

## Produktionsnotizen
Der Film wurde in einem Behelfsatelier im Oberverwaltungsgericht Berlin-Charlottenburg produziert. Die Außenaufnahmen entstanden im Jagdschloss Grunewald und in dessen Umgebung. Karl Vollbrecht schuf die Bauten, Produzent Bernhard F. Schmidt übernahm die Produktionsleitung. Drehbuchautor Emil Surmann ist als Kommentator zu hören. In der Bundesrepublik Deutschland startete der Film am 15. August 1954 in Göttingen. Der Film wurde auch bei den IV. Internationalen Filmfestspielen Berlin gezeigt.

## Kritik
„Märchenverfilmung, die nicht nur die fantastische Atmosphäre der Vorlage, sondern auch die pädagogische Absicht verfehlt und zudem gestalterische Schwächen aufweist.“